# 기무라 유미
기무라 유미(일본어: 木村 弓)는 일본의 가수이자 작곡가이다. 오사카부에서 태어났다. 리라를 사용한다. 고베 여학원 고등학부에 있을 때 미국으로 유학을 가서 캘리포니아 주립 대학교에서 피아노를 전공했다. 2001년에 스튜디오 지브리의 영화인 '센과 치히로의 행방불명'의 주제가인 언제나 몇번이라도(いつも何度でも)로 각광을 받고 그 해에 있었던 NHK 홍백가합전에도 특별 게스트로 출연했다. 일본 레코드 대상 금상(언제나 몇번이라도)을 수상했으며 제56회 마이니치 영화 콩쿠르 음악상과 일본 아카데미 상 주제가상을 수상했다.

## 디스코그래피

### 싱글
- 언제나 몇번이라도(2001년 7월 18일) 영화 '센과 치히로의 행방불명'의 주제가
- 물의 삼박자(水の三拍子, 2003년 6월 25일) PS2용 게임소프트인 FISH EYES3'의 주제가

### 앨범
- 은빛 물방울(銀のしずく, 1991/2002년 4월 24일)
- 꽃의 별(花の星, 2002년 7월 17일)
- 하늘도 바다도 바람도(空も海も風も, 2002년 11월 21일)
- 유성(流星, 2003년 11월 21일)
- 해변의 노래(浜辺の歌, 2004년 5월 26일)
- 사랑받고 있으면(愛されていると, 2004년 12월 8일)
- 날개 (翼, 2006년 10월 25일)

### 그 외
- '세계의 약속'(世界の約束) 영화 '하울의 움직이는 성' 주제가 (2004년 10월 27일) 작곡(노래-바이쇼 치에코)

## 토크 프로그램
- 데쓰코의 방（2001년 12월 26일, TV 아사히) 게스트